# عبدالعزیز مراد
عبدالعزیز مراد سیاستمدار افغانستان و سخنگوی اسبق دولت اسلامی افغانستان بود.

## زندگینامه
عبدالعزیز مراد فرزند الحاج بهادرخان در سال ۱۳۳۱ در ولسوالی کوه بند ولایت کاپیسا در یک خانواده متدین و دین پرور متولد گردید. از آوان صباوت و کودکی نورحیا و ایمانداری و صداقت در سیمای پرصلابت وی می‌درخشید. همه باشندگان آن دیار عزیزش می‌داشتند چون او را تبلوری از خوبی‌های اخلاقی و دینی می‌یافتند.
عبدالعزیز مراد دوران ابتدائی تحصیلات خود را از مکتب ابتدائی بولغین آغاز کرد و از صنف اول تاصنف ششم تنها شاگرد نمونه مکتب بود. او بیشتر از تصور و توقع استادان و مربیان به علم و ادب آراسته بود.
او بعد از فراغت از صنف ششم به آزمایش و امتحان نشست و با استعداد و هوشی عالی که داشت با بدست آوردن بلندترین نمرات از دوره ابتدائی به دوره متوسطه و ثانوی گام برداشت. نتایج عالی امتحان وی را یاری بخشید  تا جهت ادامه دوره ابتدایی تحصیل از دهکده آبایی اش بولغین وارد شهر کابل پایتخت افغانستان گردد و در سال ۱۳۴۷ قدم به صحن تعلیمی و تربیتی لیسه ابن سینا گذاشت.

## عبدالعزیز مراد در دانشگاه
مراد در موجی از درگیری‌های سیاسی و فتنه‌های گوناگون که روحش را رنج می‌داد و وجودش را علیل می‌ساخت تحصیلات خود را در لیسه ابن سینا به پایان رسانید.
موصوف بعد از فراغت از صنف دوازدهم در سال ۱۳۵۱ بعد از سپری نمودن امتحان به پوهنحهٔی حقوق و علوم سیاسی شامل گردید.
فعالیت‌های سیاسی
قیام پنجشیر، سفر به جمهوری اسلامی ایران در سال ۱۳۵۷، تشکیل اتحاد اسلامی مجاهدین افغانستان، صلح در پروان و کاپیسا
سال ۱۳۷۱ پیروزی انقلاب اسلامی افغانستان
طبق توافقات و تصاویب قبلی رهبران جهادی صبغت‌الله مجددی رئیس دولت اسلامی افغانستان و برهان الدین ربانی به حیث رئیس شورای رهبری قیادت‌های جهاد ابفای مسئولیت می‌کرد.
مجاهدین در لحظات پر اضطرار از تاریخ افغانستان وارد آزمون دیگری شدند که واقعا دشوار تر از دوران جهاد بود، هم دفاع و هم حکومت داری و پاسخگوئی به خواست‌های ملت و مردم در این دورام خطیر قیادت جهاد و شورای رهبری دولت اسلامی افغانستان بیشتر از هر چیز دیگر به حفظ وحدت اتحاد مجاهدین و دولتمردان تازه وارد نیاز داشت و می‌کوشید تا شخصی را به حیث سخنگوی شورای رهبری دولت تعیین نماید که واقعیت‌ها را به نحو شایسته و حقیقی آن طور منعکس سازد که ضامن وحدت و یگانگی قوتهای جهاد باشد و شخصیت که دارای اوصاف حمیده و پسندیده بوده در صداقت و راستگوئی و تعهد و اخلاص ممتاز و سرآمد همگان باشد و هرگونه به انحراف نرفته باشد و زبانش به دروغ آلوده نشده باشد. شخصی که این اوصاف را در خود جمع نموده و تبلور واقعی از عدل، احسان و صداقت باشد عبدالعزیز مراد بود.
تمام شورای رهبری به انتخاب وی به حیث سخنگوی شورای قیادی دولت اسلامی افغانستان اتفاق داشتند و گزینش وی را به این سمت تأیید کردند.
در سال ۱۳۷۴ شورای رهبری دولت فیصله نمود تا مراد علاوه از وظیفه ریاست مطبوعات دولت افتخار عضویت شورای عالی دولت و مسئولیت دارالانشای شورای رهبری دولت را نیز داشته باشد.
وی همیشه در جلسات شورای رهبری به حیث عضو و منشی شورا شرکت می‌کرد.
از آنجایی که مراد با همه اقشار و اتباع ملت چه در مرکز، چه در ولایات روایط و مراودت زاید داشت از همه دردها و رنجهای مردم محروم و درد دیده افغانستان اطلاع داشت. نسبت تواضع و علمی که داشت هرکس فریاد مظلومیت خود را به گوش وی میرسانید و او هم مانند ترجمان واقعی و دلسوز شکایات و خواستهای مردم را به سمع مقامات دولتی از جمله ریاست جمهوری می‌رسانید و به فریاد مظلومین گوش می‌داد و پاسخ دلخواه و دلنشین ارائه می‌داشت.
سفرهای خارجی به همراه رئیس جمهور دولت اسلامی افغانستان
ایتالیا، المغرب، هندوستان، امارات متحده عربی، ترکیه، ایران، پاکستان، عربستان سعودی، مصر، تاجیکستان و ازبکستان و... 
مراد  چون مرجع امید بخش برای فرهنگیان کشور بود و اولین کسی بود که طرح تسوید قانون مطبوعات کشور جهت منظوری به ریاست دولت را پیشنهاد و بعدا مسوده قانون اساسی را طی ابواب و فصول و چندین  ماده تکمبل نمود که آزادی مطبوعات یکی از مواد مندرج این مسوده بود. شهید مراد به حکم ظرافت و استعدادهای که داشت به تمام منابع و مصادر مطبوعاتی اعم از رادیو و تلویزیون، جرائد، مجلات روزنامه‌های دولتی از طرف وی کنترل می‌شد و افتخار انتشار ده‌ها نشریهٔ آزاد و غیردولتی که ضرورتهای اولی حقایق موجود کشور را منعکس می‌ساخت به وی راجع می‌شد. وی ضعف‌ها و نقص‌های موجود در مطبوعات را طبق نیاز جامعه اصلاح می‌کرد و مطبوعات هر روز رونق خاص به خود کسب می‌کرد. او به خاطر تشویق سایر فرهنگیان و قلم بدستان کشور نشریه جداگانه و مستقلی به نام فریاد عصر را در کابل اساس گذاشت. تا فرهنگیان و قلم بدستان از این طریق فریاد مظلومان عصر و زمان را به گوش جهانیان و دولتمردان برسانند و به مردم جرئت انتقاد و اصلاح طلبی بدهند. خواستها، پیشنهادها و ضرورتهای افراد محروم جامعه توام باطرق رسیدگی به مشکلات و رفع مشکلات‌ها در هفته نامهٔ فریاد عصر بازتاب گسترده‌ای داشت.
عبدالعزیز مراد باوصفی که از با صراحت‌ترین افراد دولت و مقرب تربن فرد با رئیس جمهور بود، هرگز از صلاحیتهای خود استفاده منفی نمی‌کرد و تاآخر از یک عراده موتر مستعمل روسی استفاده می‌کرد و می‌گفت از سواری همین موتر کهنه هم در خجالت می‌باشم، اما چاره‌ای جز ان ندارم وگرنه پیاده خدمت می‌کردم. او علاوه از اینکه خانه وتعمیر نداشت، حتی یک نمره زمین هم نگرفت و در خانه‌های تحت تأمین دولت زندگی را سپری می‌کرد به جاه و مال نمی‌اندیشید. هیج امکانات مالی، پولی، تعمیر، خانه و موتر از خود به ارث نگذاشت. شهید مراد پیروزی و دوام هر نظام را وابسته به حمایت ملت و مردم می‌دانست و می‌گفت: ملت تشکل یافته و سازمان داده شده و منظم باید حامی و پشتیبانی دولت باشد. شهید مراد وقتی از زخمت کشی‌های بی دریفش در این راستا صحبت می‌کرد و می‌گفت: خود علاقه مند نیستم به موقف و جایگاه تنظیمی خود بیاندیشمو آنچه شایان ذکر میدانم این است که دیگر کلمه یی بنامهای مختلف به میان نیاید و به حق بعد از استاد برهان الدین ربانی، احمد شاه مسعود شایستگی رهبری جمعیت را دارد و نیاز به نام‌گذاری تشکیلات متعدد نیست.
عبدالعزیز مراد به تاریخ ۳۱ اسد ۱۳۷۶ همراه با عبدالرحیم غفورزی و تعدادی از اعضای نامزد کابینه توسط هواپیما عازم ولایت مرکزی افغانستان- بامیان که پایگاه حزب وحدت اسلامی بود شدند تا با آقای خلیلی ملاقات نمایند، اما هواپیای حامل مراد و غفورزی حین نشست به میدان هوایی بامیان به مشکلات تخنیکی مواجه گردید و به تپه مجاور میدان هوایی اصابت نمود و باعث کشته شدن مراد، غفورزی، عبدالعلی دانشیار، عبدالکریم زارع، جنرال هاشمی، سجادی، مقصودی و بعضی دیگر ارکان دولت شد.